# Kacper Elsner
Kacper Elsner (Elzner) herbu Elsner (XVIII/XIX wiek) – szambelan Stanisława Augusta Poniatowskiego i instygator litewski w 1794 roku, adwokat.
Był członkiem sprzysiężenia wileńskiego, przygotowującego wybuch powstania kościuszkowskiego. 